# Кармен Мартин Гайте
Кармен Мартин Гайте (на испански: Carmen Martín Gaite) e испанска писателка, поетеса, есеистка и преводачка. Творбите ѝ са емблематични за испанската литература от периода след Испанската гражданска война. Носителка е на много литературни награди, включително „Принцът на Астурия“.